# Państwo i Prawo
Państwo i Prawo – miesięcznik wydawany przez Komitet Nauk Prawnych Polskiej Akademii Nauk.
Założone w 1946, jest drugim najstarszym polskim prawniczym czasopismem naukowym. Czasopismo jest dostępne także w formie elektronicznej w ramach Polskiej Bibliografii Naukowej.

## Profil merytoryczny
W czasopiśmie porusza się najistotniejsze zagadnienia z ogólnej nauki o prawie oraz poszczególnych gałęzi prawa. Publikacje obejmują artykuły naukowe, recenzje, glosy oraz sprawozdania z najważniejszych konferencji i zjazdów poświęconych prawu. Czasopismo znajduje się w wykazie czasopism naukowych prowadzonym przez Ministra Nauki i Szkolnictwa Wyższego z przyznaną liczbą 70 punktów – pierwotnie najwyższą wśród polskich czasopism prawniczych.
„Państwo i Prawo” corocznie przyznaje nagrody za najlepsze prace habilitacyjne i doktorskie z dziedziny nauk prawnych.

## Historia
Czasopismo powstało w 1946. Jego redaktorami naczelnymi byli:
- 1946–1967: prof. Stanisław Ehrlich
- 1967–1981: prof. Sylwester Zawadzki
- 1981–2012: prof. Leszek Kubicki
- 2012-nadal: prof. Andrzej Wróbel

Do 2006 r., przez blisko 50 lat, sekretarzem redakcji miesięcznika był dr Krzysztof Poklewski-Koziełł. Później tę funkcję pełnił dr hab. Wojciech Brzozowski, dr Anna Chmielarz-Grochal oraz mgr Ada Paprocka.

## Redakcja
Od 2012 redaktorem naczelnym jest prof. Andrzej Wróbel. W skład Komitetu Redakcyjnego wchodzą także m.in. prof. Stanisław Biernat, prof. Antoni Hanusz, prof. Roman Hauser, prof. Ewa Łętowska, prof. Stanisław Waltoś, prof. Sławomira Wronkowska.
Byli członkowie Komitetu Redakcyjnego (m.in.)
- Adam Zieliński (prawnik)

Od 2016 r. sekretarzem redakcji jest dr Michał Ziółkowski.